# H. Arnold Barton
H. Arnold Barton, född 30 november 1929 i Los Angeles, död 28 september 2016 i Trollbäcken, var en amerikansk professor i historia vid Southern Illinois University i Carbondale, Illinois. Barton, som var av svensk härkomst, ägnade sin forskning åt Nordens och särskilt Sveriges historia, och åt svenskars och andra skandinavers historia i Nordamerika.
Han fick sin B.A.-examen på Pomona College och sitt doktorat på Princeton University. Därefter undervisade han på University of Alberta i Edmonton, Kanada, University of California i Santa Barbara och Southern Illinois University i Carbondale, där han pensionerades 1996.
Mellan 1974 och 1990 var han redaktör för Swedish-American Historical Quarterly.  Barton utnämndes 1988 av Vasa Orden av Amerika och Svenska utrikesdepartementet till Årets svenskamerikan. Han blev hedersdoktor vid Uppsala universitet 1989. H. M. Carl XVI Gustaf utnämnde honom 2000 till kommendör i Kungl. Nordstjärneorden. Han fick 2012 Swedish Council av Americas Great Achievement Award.